# Стателати
Стателатите (на латински: Statellati, Statellaten) са племе от групата на лигурите.
Населявали са провинциите Алесандрия, Савона и Кунео в Италия. Техният главен град е Каристум (Carystum, Aquae Statiellae, днес Акуи Терме).
През 173 пр.н.е. консул Марк Попилий Ленат води война в Лигурия против племето. След капитулацията на стателатите той продава населението в робство и разрушава град Каристус. Сенатът критикува това.